# Eerste klasse 1943-44 (voetbal België)
Het seizoen 1943/44 van de Belgische Eerste Klasse ging van start in de zomer van 1943 en eindigde in de zomer van 1944. Omdat de competitie plaatsvond tijdens de Tweede Wereldoorlog werden de laatste wedstrijden met enige vertraging afgewerkt en de wedstrijd R. White Star AC tegen R. Standard Club Liège werd niet gespeeld. De competitie, die onder de naam Ere Afdeling plaatsvond, telde 16 clubs. R. Antwerp FC werd voor de derde keer in de geschiedenis van de club kampioen.

## Gepromoveerde teams
Deze teams waren gepromoveerd uit de Tweede Klasse (deze klasse werd nog Eerste Afdeling genoemd) voor de start van het seizoen:
- K. Lyra (kampioen in Eerste Afdeling A)
- R. Berchem Sport (kampioen in Eerste Afdeling B)

## Degraderende teams
Deze teams degradeerden naar Tweede Klasse op het eind van het seizoen:
- K. Lyra
- R. Tilleur FC

## Titelstrijd
R. Antwerp FC werd afgetekend kampioen met zeven punten voorsprong op vicekampioen RSC Anderlecht. Derde werd R. Beerschot AC dat twaalf punten achterstand telde op de kampioen.

## Degradatiestrijd
R. Tilleur FC eindigde op de laatste plaats en het pas gepromoveerde K. Lyra eindigde op de voorlaatste plaats en beide ploegen degradeerden naar Tweede Klasse. Ze telden respectievelijk vier en drie punten achterstand had op R. Standard Club Liège dat zich kon redden ondanks een minder gespeelde wedstrijd. In de eerste volledige competitie na de Tweede Wereldoorlog werd R. Tilleur FC echter opnieuw toegelaten omdat het reeds actief was in de laatste volledige competitie, deze van het Eerste klasse 1942-43.

## Eindstand
|   |    |                             | P  | W  | G  | V  | +  | -  | DS  | Ptn |
| - | -- | --------------------------- | -- | -- | -- | -- | -- | -- | --- | --- |
| K | 1  | R. Antwerp FC               | 30 | 23 | 3  | 4  | 83 | 22 | 61  | 49  |
|   | 2  | RSC Anderlechtois           | 30 | 19 | 4  | 7  | 84 | 52 | 32  | 42  |
|   | 3  | R. Beerschot AC             | 30 | 14 | 9  | 7  | 73 | 49 | 24  | 37  |
|   | 4  | K. Liersche SK              | 30 | 14 | 8  | 8  | 63 | 55 | 8   | 36  |
|   | 5  | RFC Malinois                | 30 | 13 | 8  | 9  | 60 | 48 | 12  | 34  |
|   | 6  | R. Berchem Sport            | 30 | 11 | 9  | 10 | 63 | 84 | -21 | 31  |
|   | 7  | Union Royale Saint-Gilloise | 30 | 12 | 6  | 12 | 60 | 58 | 2   | 30  |
|   | 8  | RCS Brugeois                | 30 | 12 | 5  | 13 | 52 | 47 | 5   | 29  |
|   | 9  | R. OC de Charleroi          | 30 | 10 | 8  | 12 | 64 | 58 | 6   | 28  |
|   | 10 | RCS La Forestoise           | 30 | 11 | 6  | 13 | 63 | 88 | -25 | 28  |
|   | 11 | R. White Star AC            | 29 | 11 | 4  | 14 | 67 | 70 | -3  | 26  |
|   | 12 | SC Eendracht Aalst          | 30 | 11 | 4  | 15 | 45 | 58 | -13 | 26  |
|   | 13 | ARA La Gantoise             | 30 | 6  | 11 | 13 | 54 | 70 | -16 | 23  |
|   | 14 | R. Standard Club Liège      | 29 | 9  | 4  | 16 | 57 | 88 | -31 | 22  |
| D | 15 | K. Lyra                     | 30 | 5  | 9  | 16 | 55 | 79 | -24 | 19  |
| D | 16 | R. Tilleur FC               | 30 | 5  | 8  | 17 | 35 | 72 | -37 | 18  |

P: wedstrijden gespeeld, W: wedstrijden gewonnen, G: gelijke spelen, V: wedstrijden verloren, +: gescoorde doelpunten, -: doelpunten tegen, DS: doelsaldo, Ptn: totaal punten
K: kampioen, D: degradeert

## Topschutter
| Scorer       | Goals | Team               |        |
| ------------ | ----- | ------------------ | ------ |
| Jan Goossens | 34    | R. OC de Charleroi | België |
| René Geuns   | 33    | R. Antwerp FC      | België |
| Jef Mermans  | 32    | RSC Anderlecht     | België |

1895/96 · 1896/97 · 1897/98 · 1898/99 · 1899/00 · 1900/01 · 1901/02 · 1902/03 · 1903/04 · 1904/05 · 1905/06 · 1906/07 · 1907/08 · 1908/09 · 1909/10 · 1910/11 · 1911/12 · 1912/13 · 1913/14 · 1914/15 · 1915/16 · 1916/17 · 1917/18 · 1918/19 · 
1919/20 · 1920/21 · 1921/22 · 1922/23 · 1923/24 · 1924/25 · 1925/26 · 1926/27 · 1927/28 · 1928/29 · 1929/30 · 1930/31 · 1931/32 · 1932/33 · 1933/34 · 1934/35 · 1935/36 · 1936/37 · 1937/38 · 1938/39 · 1939/40 · 1940/41 · 1941/42 · 1942/43 · 1943/44 · 1944/45 · 1945/46 · 1946/47 · 1947/48 · 1948/49 · 1949/50 · 1950/51 · 1951/52 · 1952/53 · 1953/54 · 1954/55 · 1955/56 · 1956/57 · 1957/58 · 1958/59 · 1959/60 · 1960/61 · 1961/62 · 1962/63 · 1963/64 · 1964/65 · 1965/66 · 1966/67 · 1967/68 · 1968/69 · 1969/70 · 1970/71 · 1971/72 · 1972/73 · 1973/74 · 1974/75 · 1975/76 · 1976/77 · 1977/78 · 1978/79 · 1979/80 · 1980/81 · 1981/82 · 1982/83 · 1983/84 · 1984/85 · 1985/86 · 1986/87 · 1987/88 · 1988/89 · 1989/90 · 1990/91 · 1991/92 · 1992/93 · 1993/94 · 1994/95 · 1995/96 · 1996/97 · 1997/98 · 1998/99 · 1999/00 · 2000/01 · 2001/02 · 2002/03 · 2003/04 · 2004/05 · 2005/06 · 2006/07 · 2007/08 · 2008/09 · 2009/10 · 2010/11 · 2011/12 · 2012/13 · 2013/14 · 2014/15 · 2015/16 · 2016/17 · 2017/18 · 2018/19 · 2019/20 · 2020/21· 2021/22 · 2022/23 · 2023/24 · 2024/25